# Xi huan de gu shi
Xi huan de gu shi (chiń. trad. 西環的故事; jyutping Sai1 waan4 dik1 goo3 si6) – hongkoński film w reżyserii Wu Ma wydany 16 listopada 1990 roku.
Film zarobił 3 610 814 dolarów hongkońskich w Hongkongu.

## Obsada
Źródło: Internet Movie Database

- Chi-Wang Chan
- Mark Cheng
- Sharla Cheung – Man Cheung
- Billy Ching Sau Yat
- Wah Dai
- Aaron Kwok – Wei
- Chun Kit Lee
- Joe Lee
- Waise Lee
- May Lo
- Stephen Tsang
- Bill Tung
- Wu Ma